# 二氮杂环丙烯

通常的二氮杂环丙烯结构

3H-二氮杂环丙烯（英语：3H-Diazirine）是一种含氮的杂环有机化合物，分子式为CH2N2，分子中氮原子以双键连接，形成类似环丙烯的结构。二氮杂环丙烯有一个分子中氮以单键连接的同分异构体。
3H-二氮杂环丙烯可以作为卡宾的前体，例如用紫外线照射二氮杂环丙烯能使之分解为氮气和对应卡宾。因此，二氮杂环丙烯作为小型光反应性交联剂越来越受欢迎。经常被用于光亲和标记研究，来观察各种相互作用，包括配体-受体、配体-酶、蛋白质-蛋白质和蛋白质-核酸间的相互作用。

## 合成

### 酮合成
由酮合成二氮杂环丙烯，通常先由对应酮与羟胺在碱性存在（如吡啶）下，加入盐酸羟胺加热肟化，在碱与对甲苯磺酰氯的作用下发生Neber重排反应,最后用氨处理得到二氮杂环丙烯结构。

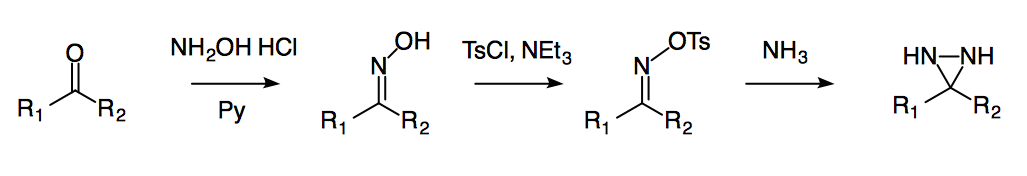
由酮合成二氮杂环丙烯的步骤。

二氮杂环丙烯也可以直接由酮与氨和氯胺作用下直接得到二氮杂环丙烷，再利用氧化银氧化得到二氮杂环丙烯。二氮杂环丙烯可以由多种氧化剂氧化二氮杂环丙烷结构而来，例如Jones氧化 、碘和三乙胺氧化 、氧化银氧化、草酰氯氧化、铂钛电极电化学氧化。

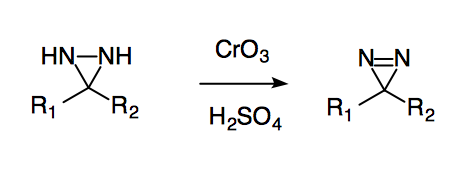
通过Jones氧化反应合成二氮杂环丙烯。

### 脒合成
由脒合成二氮杂环丙烯，该反应称为Graham反应，可以一锅法合成卤代二氮杂环丙烯，其上的卤原子可以被亲核试剂取代。

## 化学研究
用紫外线辐照后，二氮杂环丙烯会产生单线态或三线态的对应卡宾。

二氮杂环丙烯紫外光分解。

二氮杂环丙烯上的取代基会影响其光解后生成卡宾电子的分布状态，二氮杂环丙烯环可以向卡宾碳空p轨道中提供电子，因此得到单线态卡宾分子。例如：苯基二氮杂环丙烯产生的卡宾是单线态的，而三氟甲基苯基二氮杂环丙烯与对硝基苯基二氮杂环丙烯产生的卡宾是三线态的。
除了分解为卡宾外，给电子取代基会引发光异构化反应使二氮杂环丙烯环异构为线性的重氮结构，而此类物质不适合用于生物学化验。相对的，三氟甲基芳基二氮杂环丙烯表现出良好的化学稳定性和光解卡宾产率，能广泛用于生物学研究。

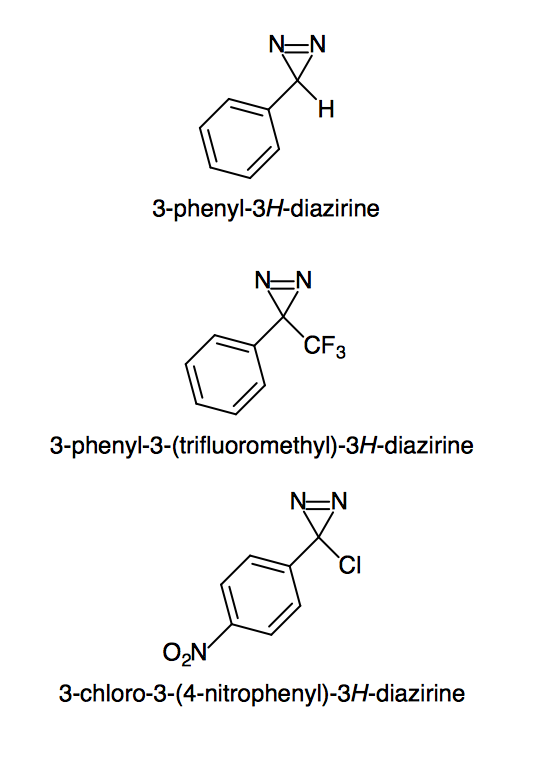
不同取代基的二氮杂环丙烯产生的卡宾电子状态不同。

二氮杂环丙烯产生的卡宾遇水会快速淬灭 ，因此光反应性交联实验的产率通常很低。然而，由此大量减少的非特异性标记也是使用二氮杂环丙烯的一个优势。

## 生物研究
二氮杂环丙烯可以用作光反应性交联剂，光解产生的卡宾可以插入C-H、N-H和O-H键，实现其他物质与二氮杂环丙烯环的邻近依赖性标记。
由于二氮杂环丙烯拥有较小的体积、较长的辐射波长、短辐照时间、对酸碱稳定的优点，是最常用的光反应性交联剂。
二苯甲酮在长时间辐照后产生三线态卡宾，可能会产生许多非特异性标记，而且通常对各种极性溶剂呈化学惰性。芳基叠氮化物则需要低波长的辐照，可能会破坏目标生物大分子。

### 受体标记研究
二氮杂环丙烯可以合成含各种配体的类似物并与对应受体一同孵育，然后光解产生对应卡宾，卡宾将与特征受体结合点的共价残基结合。该卡宾化合物包括生物正交标记或处理，并以此分离感兴趣的蛋白质。通过质谱对蛋白质进行消化和测序，鉴定卡宾与哪些残基结合，来确定受体中的结合点位。
受体标记研究中使用二氮杂环丙烯的例子有：
- Kinoshita等人通过使用含二氮杂环丙烯交联结构和生物素标签的植物激素类似物进行分离，发现了油菜素类固醇植物激素的油菜素类固醇受体，并推动了类似的其他植物激素研究[22]。

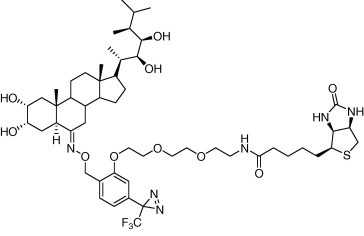
油菜素类固醇二氮杂环丙烯类似物

- Balas等人[23]通过含二氮杂环丙烯结构的花生四烯酸乙醇胺类似物探针发现了新型非CB1/CB2大麻素受体。

- 安眠药丙泊酚在GABAA受体键合腔内使用含二氮杂环丙烯结构的丙泊酚类似物[24]。

### 酶底物研究
类似于受体标记的方法，含有二氮杂环丙烯的天然底物类似物可用于判定酶的键合口袋，例如：
- 合成含有二氮杂环丙烯结构的依托泊苷类似物，一种被广泛使用的靶向二型拓扑异构酶，被寄望用于寻找依托泊苷的结合位点 [25]。

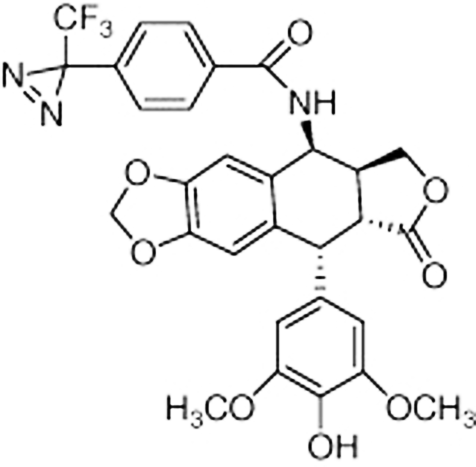
依托泊苷类似物

### 核酸研究
二氮杂环丙烯也被用于涉及核酸的光亲核标记实验，例如：
- DNA聚合物中的核苷酸糖上结合二氮杂环丙烯结构来研究DNA小沟和DNA聚合酶间的相互作用[26]。

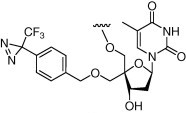
核苷糖类似物

- DNA聚合物中的核苷酸碱基上结合二氮杂环丙烯结构来研究蛋白质修复DNA的模式[27]。

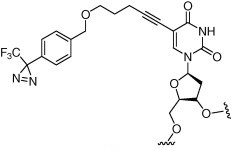
胸苷类似物

- 二氮杂环丙烯被用于研究蛋白质脂质相互作用，例如鞘脂和体内蛋白质的相互作用。

## 备注
1. ↑  下文如无注明，则均以二氮杂环丙烯指代3H-diazirine